# 科克戰役 (1939年)
科克戰役（德語：Schlacht bei Kock）是第二次世界大戰波蘭戰役中最後一場的主要戰鬥，時間為1939年10月2日至5日，由冯·维特斯海姆將軍指揮的德軍第14摩托化軍和波軍冯·维特斯海姆將軍指揮的波利西亞獨立作戰兵團兩方進行戰鬥，最終德軍勝利。

## 資料來源
1. ↑  . Polish-Military.pl. 7 October 2005  [27 February 2009]. （原始内容存档于18 February 2009） （波兰语）.

## 外部連結
- A thesis on the first months of the invasion （页面存档备份，存于）
- Polish Armour of 1918–1939